# Bùi Thạc Chuyên
Bùi Thạc Chuyên (sinh ngày 11 tháng 10 năm 1968) là một nam nhà làm phim người Việt Nam. Được đánh giá là một trong những nhà làm phim Việt Nam xuất sắc nhất trong thế hệ của mình, những bộ phim của ông nổi tiếng nhờ phong cách gai góc và đậm chất hiện thực. Xuyên suốt sự nghiệp của mình, ông được biết đến với các tác phẩm nổi bật gồm 12A và 4H (1995), Sống trong sợ hãi (2005), Chơi vơi (2009), Lời nguyền huyết ngải (2012), Tro tàn rực rỡ (2022), và Địa đạo: Mặt trời trong bóng tối (2025). Bên cạnh đó, ông còn thực hiện ba bộ phim tài liệu gồm Xẩm (1998), Tay đào đất (2002) và Không sợ hãi (2021).
Mặc dù số lượng không nhiều, song những tác phẩm do ông làm ra đều giành được các giải thưởng điện ảnh cao quý ở trong và ngoài nước, trong đó ông từng giành bốn giải Đạo diễn xuất sắc tại giải Cánh diều 2005, giải Cánh diều 2023, Liên hoan phim Việt Nam lần thứ 16 và Liên hoan phim Việt Nam lần thứ 23.

## Tiểu sử
Bùi Thạc Chuyên sinh ngày 11 tháng 10 năm 1968 tại Hà Nội, trong một gia đình có truyền thống nghệ thuật, bố của ông là nhà văn Bùi Bình Thi, mẹ là họa sĩ Nguyễn Thị Mỹ.

## Sự nghiệp

### Sân khấu kịch
Sau khi tốt nghiệp phổ thông, Bùi Thạc Chuyên theo học khoa Kịch nói tại Trường Đại học Sân khấu – Điện ảnh Hà Nội vào năm 1985 và về đầu quân tại Nhà hát Kịch Việt Nam từ năm 1990. Trong khoảng thời gian này, ông tham gia những vở kịch lớn gây tiếng vang trên sân khấu Nhà hát Kịch Việt Nam như Vua Lia (vai Edgar), Ngụ ngôn năm 2000 (vai ông già)...

### Bắt đầu với phim ngắn và phim truyền hình
Từ năm 1991 ông bắt đầu tham gia làm phim ngắn, phim điện ảnh truyền hình. Năm 1993, một người bạn của ông học về quay phim, đã nhờ ông viết kịch bản và đạo diễn giúp một phim ngắn để thi tốt nghiệp. Phim "Nỗi buồn vĩnh cửu" ra đời và giành giải Cánh én Vàng tại Liên hoan phim Sinh viên toàn quốc lần thứ I. Tiếp đến là các phim video như "Giọt nước mắt" đạt Huy chương Bạc tại Liên hoan phim Truyền hình toàn quốc năm 1994; hay 12A và 4H đạt giải A của Hội Điện ảnh Việt Nam năm 1995... Sau những thành công này, ông chuyển về làm tại Hãng phim truyện I. Năm 1997, Bùi Thạc Chuyên theo học lớp Đạo diễn Trường Đại học Sân khấu - Điện ảnh Hà Nội. Bộ phim ngắn tốt nghiệp của ông, "Cuốc xe đêm" năm 2000, đã giành giải 3 tại hạng mục Cinéfondation dành cho nhà làm phim trẻ, tại Liên hoan phim Cannes năm 2000.

### Thành công ban đầu với điện ảnh
Năm 2001, Bùi Thạc Chuyên được nhà đài NHK tài trợ sản xuất phim tài liệu Tay đào đất, phim kể về người nông dân Ngô Đức Nhật cần mẫn cải tạo mạnh đất với lượng lớn tàn dư bom, mìn từ chiến tranh. Tay đào đất sau đó nhận giải Cánh diều Bạc cho hạng mục Phim tài liệu video tại Giải Cánh diều 2002. Năm 2004, Bùi Thạc Chuyên tiếp tục chuyển thể câu chuyện về ông Ngô Đức Nhật thành phim điện ảnh, với mục đích truyền tải những gì bộ phim tài liệu ngắn kia chưa thể hiện hết. Tựa đề ban đầu lần lượt được đổi từ là Đất lành thành Từ dưới lên và cuối cùng là Sống trong sợ hãi để thu hút người xem. Đây là bộ phim điện ảnh đầu tay của Bùi Thạc Chuyên và cũng đem về nhiều giải thưởng điện ảnh quốc tế và trong nước.
Năm 2000, Bùi Thạc Chuyên đọc được bản thảo kịch bản Đi mãi rồi cũng quay về của Phan Đăng Di, cảm thấy thích đề tài của kịch bản nên ông và Phan Đăng Di đã cùng sửa đổi lại nhiều lần để dựng thành phim. Tựa đề kịch bản được thay đổi thành Tận cùng là biển và Mắc kẹt, cuối cùng mới đổi thành Chơi vơi. Với đề tài nhạy cảm về đồng tính, kịch bản được đưa lên Hãng phim truyện I xét duyệt, sau 3 lần chỉnh sửa, đến năm 2006, Hãng phim mới chấp nhận cấp vốn sản xuất. Bộ phim có kinh phí khoảng 7 tỉ VNĐ, trong đó Nhà nước (đại diện là Hãng phim truyện I) góp 1,6 tỉ; các Quỹ điện ảnh: Hubert Bals từ Liên hoan phim Rotterdam của Hà Lan và Quỹ Fonds Sud của Pháp hỗ trợ 130 nghìn Euro, và phần còn lại đến từ tài trợ. Bộ phim ra mắt năm 2009, giành được nhiều giải thưởng và đề cử tại các liên hoan phim quốc tế. Năm 2010, sau khi thu được phản hồi tích cực từ hàng trăm khán giả sau khi đọc kịch bản RH108, hãng phim Thiên Ngân (Galaxy) đã chọn Bùi Thạc Chuyên làm đạo diễn chuyển thể thành phim Lời nguyền huyết ngải. Đây là bộ phim điện ảnh đầu tiên Bùi Thạc Chuyên làm theo xu hướng của khản giả, trong khi các phim ông đều dựng lên từ các kịch bản mà mình tâm đắc; dù nhà sản xuất không cho biết chính xác tổng doanh thu, nhưng bộ phim đã mang về 16 tỉ VNĐ trong tuần đầu công chiếu cũng cho thấy sức hút của dòng phim kinh dị cũng như tên tuổi của Bùi Thạc Chuyên vào thời điểm đó. Vì lý do kiểm duyệt mà Lời nguyền huyết ngải phải chỉnh sửa kịch bản để từ thể loại kinh dị trở thành trinh thám huyền bí. Năm 2011, dự án phim Ngủ mơ (Dream state) của Bùi Thạc Chuyên nhận được tài trợ cho hạng mục "Dự án phim hay nhất", 150.000HKD của Ðại hội tài chính cho điện ảnh (HAF) trong khuôn khổ Liên hoan phim quốc tế Hồng Kông 2011. Sau đấy, dự án này cùng "Cha và con và..." của Phan Đăng Di được nhận tài trợ 10.000Euro từ Quỹ Hubert Bals của Liên hoan phim Rotterdam. Mặc dù có kịch bản hay nhưng vì không nhận được đủ kinh phí từ điện ảnh nhà nước nên Bùi Thạc Chuyên đã phải rút kịch bản về.

### Phát triển tài năng trẻ
Từ năm 2002, Bùi Thạc Chuyên thành lập và điều hành Trung tâm Hỗ trợ phát triển Tài năng Điện ảnh trẻ (TPD), mở các lớp đào tạo phi lợi nhuận về điện ảnh cho học viên từ 15 đến 20 tuổi. Trung tâm trực thuộc Hội Điện ảnh Việt Nam, được Quỹ Văn hóa Ford bảo trợ. Năm 2013, Quỹ Ford rút vốn, Bùi Thạc Chuyên thành lập Công ty cổ phần Phát triển điện ảnh (CDJ) cũng dưới sự bảo trợ của Hội Điện ảnh Việt Nam. CDJ mở các lớp học về điện ảnh để có kinh phí duy trì TPD. Năm 2017, Bùi Thạc Chuyên cùng đạo diễn Thanh Vân và Hoàng Phương lập Quỹ điện ảnh, tài trợ các nghệ sĩ trẻ trong việc sáng tác, sản xuất phim.

### Trở lại với điện ảnh
Năm 2021, sau 10 năm không sản xuất phim, Bùi Thạc Chuyên một mình lặn lội khắp thành phố Hồ Chí Minh và Bình Dương trong nửa năm để quay dự án phim tài liệu dài 5 tập, "Không sợ hãi" về đại dịch COVID-19. Với bộ phim tài liệu này, Bùi Thạc Chuyên kiêm đạo diễn, kịch bản, quay phim, dựng phim..., sau đó bộ phim đã giành giải Cánh diều Bạc. Năm 2022, ông ra mắt tiếp phim điện ảnh "Tro tàn rực rỡ", sau 7 năm chuẩn bị, bộ phim này giành được một số giải thưởng và đề cử trong nước và quốc tế. Tại giải Cánh diều 2023, "Tro tàn rực rỡ" giành được 4 giải thưởng của hạng mục Phim truyện điện ảnh gồm giải quan trọng nhất: Cánh diều vàng cho bộ phim và các giải: giải đạo diễn xuất sắc, quay phim xuất sắc, nữ diễn viên phụ xuất sắc.

## Đời tư
Bùi Thạc Chuyên và diễn viên Tú Oanh biết nhau khi đăng ký thi vào Đại học Sân khấu - Điện ảnh Hà Nội, sang năm học thứ hai, họ mới công khai tình cảm. Hai nghệ sĩ kết hôn năm 1994, và có hai con trai là Bùi Thạc Quân và Bùi Thạc Phong.

## Tác phẩm

### Sân khấu
- Vua Lia vai Edgar
- Ngụ ngôn năm 2000 vai Ông già (đạo diễn: Lê Hoàng)
- Trên mảnh đất đời người (biên kịch, chuyển thể)

### Sự kiện
- Hoa hậu Việt Nam 2010 - Giám khảo[1]
- Ấn tượng VTV 2014 - Công bố giải Phim mới ấn tượng (cùng Uyên Linh)[26]

### Điện ảnh
| Năm  | Tác phẩm                         | Định dạng                  | Vai trò  | Vai trò   | Chú thích             |
| Năm  | Tác phẩm                         | Định dạng                  | Đạo diễn | Biên kịch | Chú thích             |
| ---- | -------------------------------- | -------------------------- | -------- | --------- | --------------------- |
| 1991 | Nỗi buồn vĩnh cửu                |                            | Có       | Có        | Phim ngắn đầu tay     |
|      | Người trên phố                   | Phim ngắn                  | Có       |           |                       |
|      | Ngôi nhà người điên              | Phim ngắn                  | Có       |           |                       |
|      | Ăn mày                           | Phim ngắn                  | Có       |           |                       |
|      | Cảm xúc thật                     | Phim ngắn                  | Có       |           |                       |
| 1993 | Giọt nước mắt                    | Điện ảnh truyền hình (VTV) | Có       |           |                       |
| 1995 | 12A và 4H                        | Điện ảnh truyền hình (VTV) | Có       | Có        |                       |
| 1995 | Bỏ vợ                            | Điện ảnh truyền hình (VTV) | Có       | Có        |                       |
| 1996 | Những mảnh vỡ hoàn hảo           | Điện ảnh truyền hình (VTV) | Có       |           |                       |
| 1997 | Kẻ cắp bất đắc dĩ                | Điện ảnh truyền hình (VTV) | Có       |           |                       |
| 1998 | Xẩm                              | Phim tài liệu              | Có       | Có        |                       |
| 2000 | Cuốc xe đêm                      | Phim ngắn                  | Có       | Có        |                       |
| 2000 | Đức tin                          | Điện ảnh truyền hình (VTV) | Có       |           | [ 28 ]                |
| 2001 | Tivi về làng                     | Điện ảnh truyền hình (VTV) | Không    | Có        |                       |
| 2002 | Tay đào đất                      | Phim tài liệu              | Có       | Có        |                       |
| 2005 | Sống trong sợ hãi                | Điện ảnh                   | Có       | Có        | Phim điện ảnh đầu tay |
| 2007 | Đi mãi rồi cũng phải quay về     | Điện ảnh                   | Có       |           | [ 30 ] [ 31 ]         |
| 2009 | Chơi vơi                         | Điện ảnh                   | Có       | Không     |                       |
| 2010 | Tươi - Tắn                       | Điện ảnh truyền hình (VTV) | Có       |           |                       |
| 2012 | Lời nguyền huyết ngải (Rh108)    | Điện ảnh                   | Có       | Có        |                       |
| 2021 | Không sợ hãi                     | Phim tài liệu              | Có       | Có        |                       |
| 2022 | Tro tàn rực rỡ                   | Điện ảnh                   | Có       | Có        |                       |
| 2025 | Địa đạo: Mặt trời trong bóng tối | Điện ảnh                   | Có       | Có        | Sản xuất              |

## Giải thưởng

### Giải thưởng cá nhân
| Năm  | Sự kiện                                           | Giải thưởng / hạng mục                   | Tác phẩm          | Chú thích                          |
| ---- | ------------------------------------------------- | ---------------------------------------- | ----------------- | ---------------------------------- |
| 2001 | Cuộc thi chọn đề tài hay cho phim tài liệu châu Á | Kịch bản (cùng với Nguyễn Thị Minh Ngọc) | Tay đào đất       | [ 7 ]                              |
| 2006 | Giải Cánh diều 2005                               | Đạo diễn xuất sắc phim truyện điện ảnh   | Sống trong sợ hãi | xem thêm phần giải thưởng của phim |
| 2009 | Liên hoan phim Việt Nam lần thứ 16                | Đạo diễn xuất sắc                        | Chơi vơi          | xem thêm phần giải thưởng của phim |
| 2023 | Giải Cánh diều 2023                               | Đạo diễn xuất sắc phim truyện điện ảnh   | Tro tàn rực rỡ    | [ 32 ]                             |
| 2023 | Liên hoan phim Việt Nam lần thứ 23                | Đạo diễn xuất sắc                        | Tro tàn rực rỡ    | [ 33 ]                             |

### Tác phẩm đạt giải
| Năm  | Sự kiện                                      | Giải thưởng / hạng mục                      | Tác phẩm          | Chú thích     |
| ---- | -------------------------------------------- | ------------------------------------------- | ----------------- | ------------- |
| ???? | Giải thưởng Báo văn nghệ                     |                                             | Vai diễn          | Truyện ngắn   |
| 1993 | Liên hoan phim sinh viên toàn quốc lần thứ I | Giải Cánh én Vàng - phim ngắn               | Nỗi buồn vĩnh cửu | [ 34 ]        |
| 1994 | Liên hoan phim Truyền hình toàn quốc         | Huy chương Bạc                              | Giọt nước mắt     | [ 2 ]         |
| 1995 | Giải thưởng Hội Điện ảnh Việt Nam 1994       | Giải A - Phim video                         | 12A và 4H         | [ 2 ]         |
| 1999 | Giải thưởng Hội Điện ảnh Việt Nam 1998       | Giải B - phim tài liệu                      | Xẩm               | [ 2 ]         |
| 2000 | Liên hoan phim Cannes                        | Giải Ba của hạng mục Cinéfondation          | Cuốc xe đêm       | Phim ngắn     |
| 2003 | Giải Cánh diều 2002                          | Giải B - Phim tài liệu                      | Tay đào đất       | [ 36 ]        |
| 2006 | Giải Cánh diều 2005                          | (xem thêm phần giải thưởng của phim)        | Sống trong sợ hãi |               |
| 2009 | Liên hoan phim Việt Nam lần thứ 16           | (xem thêm phần giải thưởng của phim)        | Chơi vơi          |               |
| 2022 | Giải Cánh diều 2021                          | Cánh diều Bạc - phim tài liệu               | Không sợ hãi      | [ 2 ]         |
| 2022 | Liên hoan phim Quốc tế Ba châu lục           | Giải Khinh khí cầu Vàng                     | Tro tàn rực rỡ    | [ 37 ]        |
| 2023 | Giải Cánh diều 2023                          | Cánh Diều Vàng cho phim truyện điện ảnh     | Tro tàn rực rỡ    | [ 32 ] [ 38 ] |
| 2023 | Liên hoan phim Việt Nam lần thứ 23           | Giải Bông Sen Vàng cho phim truyện điện ảnh | Tro tàn rực rỡ    | [ 33 ]        |